# Forelius chalybaeus
Forelius chalybaeus é uma espécie de formiga do gênero Forelius.